# باستريث
بلدية باستريث (بالإسبانية: Pastriz) هي بلدية تقع في مقاطعة سرقسطة التابعة لمنطقة أراغون شمال شرق إسبانيا.

## الديموغرافيا
بلغ عدد سكان بلدية باستريث 1.351 نسمة عام 2011 (وفقاً للمعهد الوطني الإسباني للإحصاء).
| 893 | 971 | 1.125 | 1.259 | 1.270 | 1.292 | 1.351 |